# Strega di Mare
La Strega di Mare (in inglese The Sea Hag), nota anche coi nomi Strega del mare, Strega Bacheca o Strega Piragna, è un personaggio del fumetto e della serie animata Braccio di Ferro.
È stata creata nel 1930 da Elzie Crisler Segar come personaggio che incuta terrore nei naviganti nel bel mezzo della notte, ed è la nemica secondaria del marinaio Braccio di Ferro. Nel cartone animato, quest'ultima presenta la carnagione verde.
Col tempo (e il cambiamento dei disegnatori) i lineamenti della Strega cambiarono diventando più "pupazzeschi".
Nel mensile italiano dedicato a Braccio di Ferro, la Strega prende il nome di Strega Bacheca e assume il ruolo di collerica madre di Bluto. Con i suoi sortilegi e i suoi consigli aiuta il figlio nel tentativo, chiaramente destinato al fallimento, di conquistare il cuore di Olivia. In alcune storie Bacheca dimostra pure una spiccata abilità per i congegni elettronici e meccanici.